# Port d'Oulu
Le port d'Oulu (finnois : Oulun satama) est un ensemble de trois ports de fret situés dans l'embouchure du fleuve Oulujoki à Oulu en Finlande.

## Présentation
Le port d'Oulu accueille annuellement plus de 500 navires, et environ 3 millions de tonnes de marchandises y transitent chaque année.

### Port de Vihreäsaari

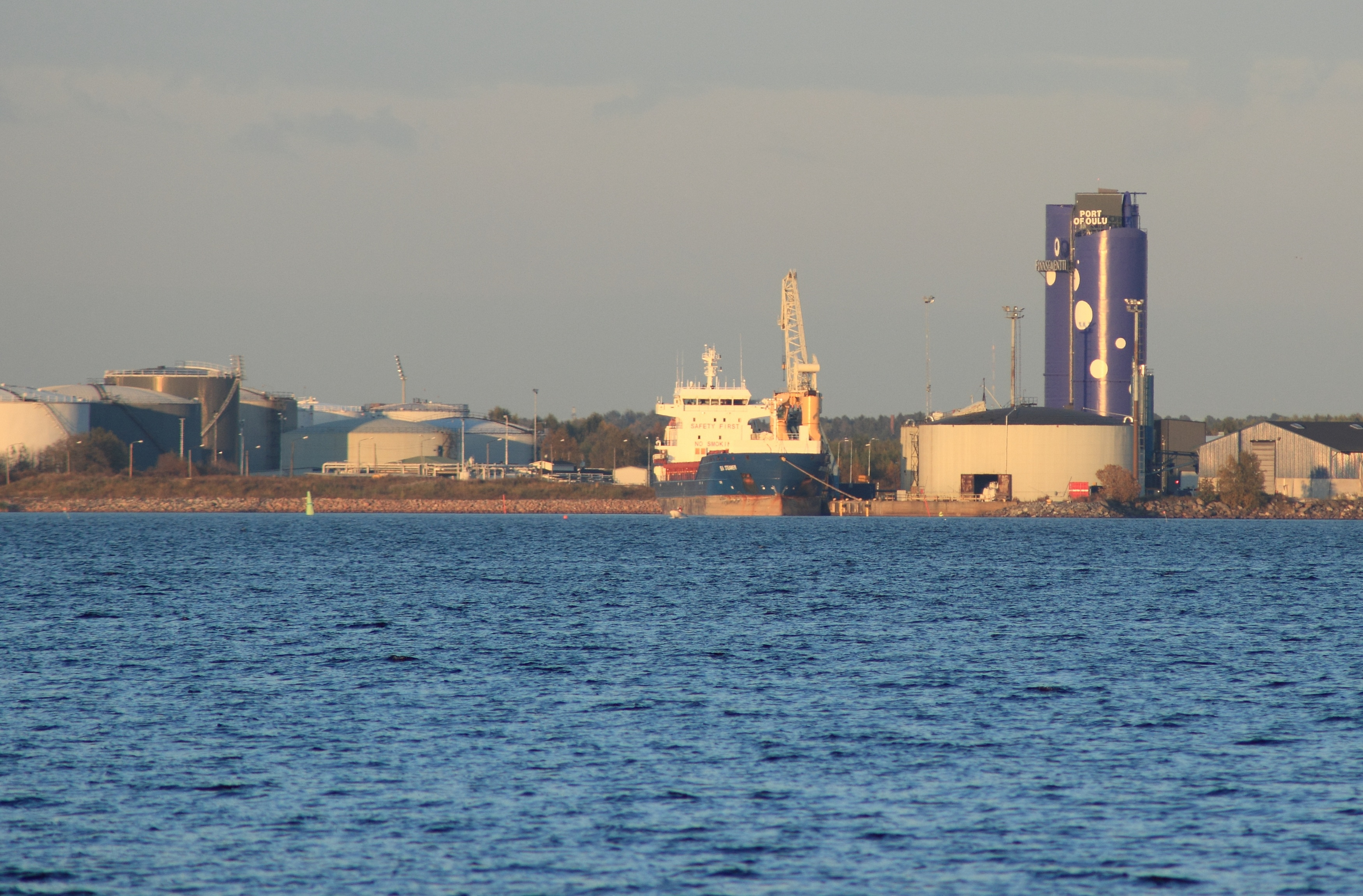
Port de Vihreäsaari

Le port de Vihreäsaari, situe dans le quartier de Vihreäsaari, a été ouvert au trafic en 1963.
Situé sur la rive nord du fleuve Oulujoki, le port de Vihreäsaari est le port pétrolier de la ville. Son tirant d'eau est de 10,0 mètres.
Le port de Vihreäsaari sert de port d’importation et d’exportation pour les carburants liquides, le bitume, le ciment et les marchandises en vrac telles que les grains. 
Le port comprend un quai pour les produits pétroliers et un quai pour les marchandises en vrac qui dispose de grues portuaires de six et huit tonnes.

### Port de Nuottasaari

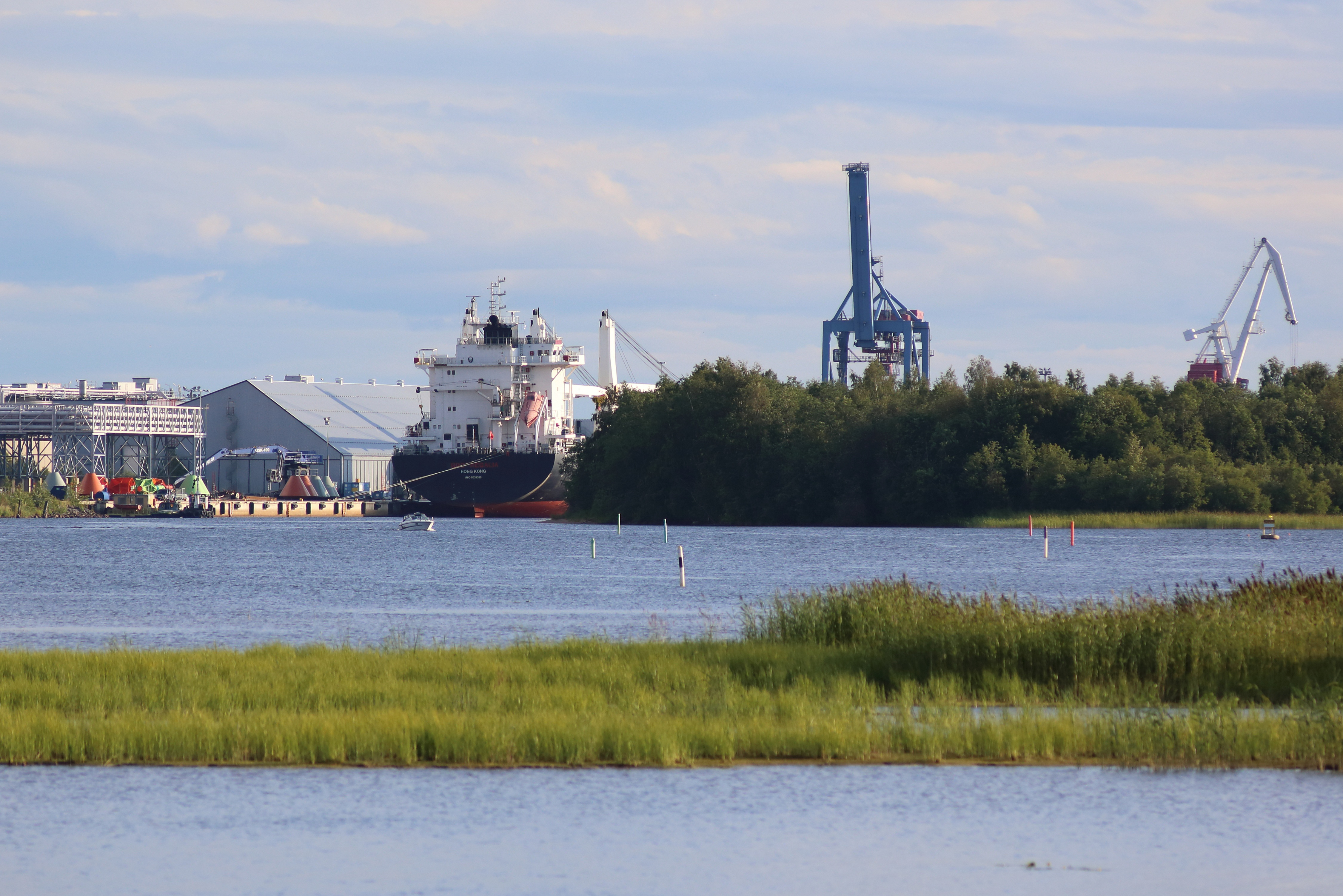
Port de Nuottasaari

Situé dans le quartier Nuottasaari, à proximité de la papeterie de Stora Enso, le port de Nuottasaari a trois quais. 
Le port a commencé ses activités en 1953, lorsque la société Oulu Oy a construit les quais d'exportation et la société Otanmäki Oy les quais minéraliers.
Le port de Nuottasaari sert principalement de port d'importation de matières premières pour l'industrie forestière, telles que le carbonate, le kaolin et les produits chimiques.
Le port est composé du quai principal et des deux quais chimiques 1 et 2. Il y a quatre postes d'amarrage, avec un tirant d'eau compris entre 6,4 m et 10,0 m.
L'accès au port se fait par le complexe industriel de Stora Enso.

### Port de Oritkari

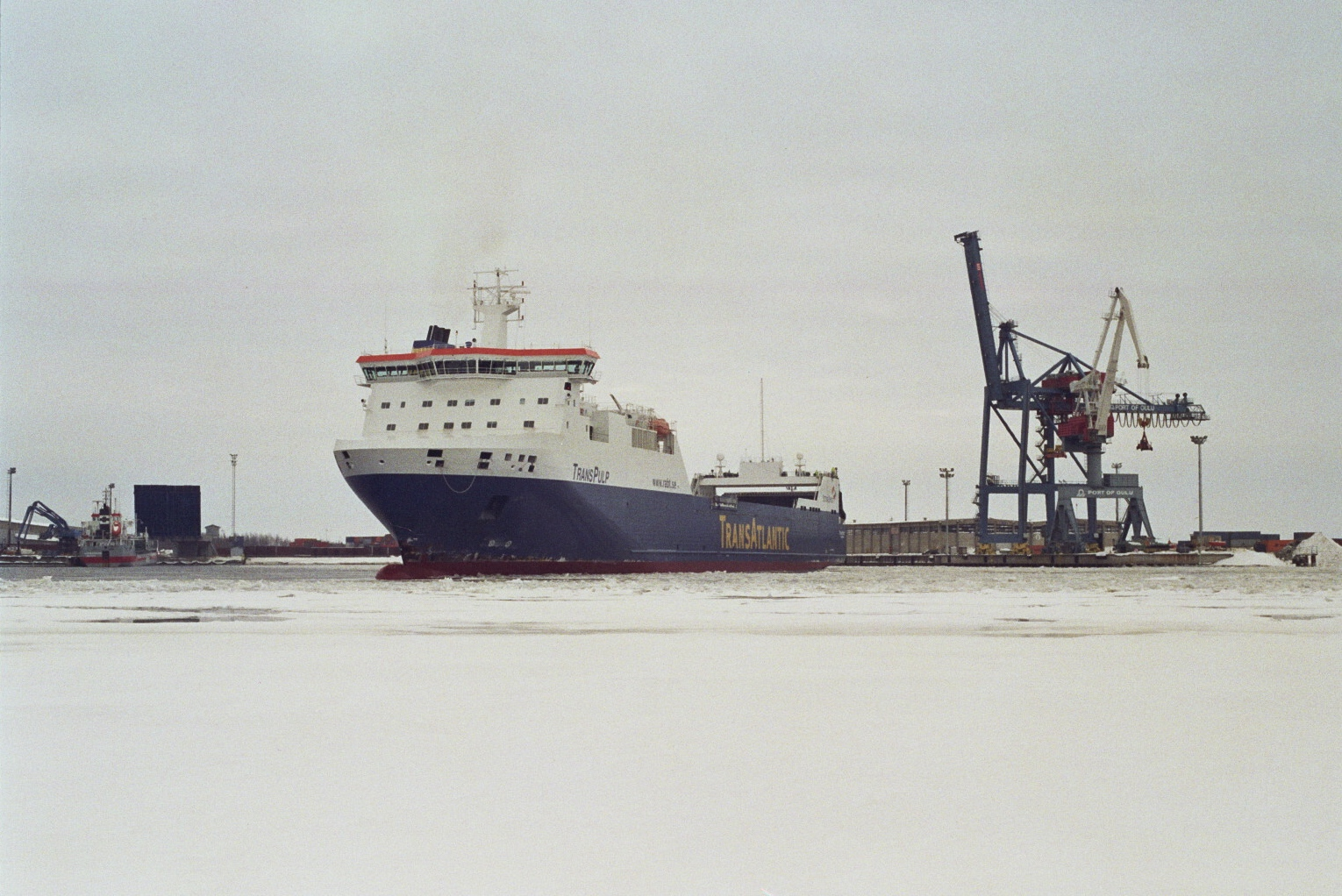
Port de Oritkari

Le port de Oritkari est situé dans le quartier Nuottasaari. 
Les marchandises manutentionnées dans le port d’Oritkari se composent principalement de conteneurs et de papier, ainsi que d’autres produits de l’industrie forestière. Le port comprend le quai principal et les quais nord et ouest.
Le quai principal dispose de deux postes d'amarrage d'une longueur totale de 343 mètres et d'un tirant d'eau de 9,0 mètres. Le quai nord mesure 170 mètres de long et son tirant d'eau 10,0 mètres. Le quai ouest mesure 330 mètres de long et a un tirant d'eau de 10,0 mètres.
Les deux grues de 50 tonnes du quai principal sont utilisées principalement pour les conteneurs.
La maison du port, qui abrite les bureaux du port d’Oulu et des douanes d’Oulu, est située juste à côté du port de Oritkari.

## Galerie

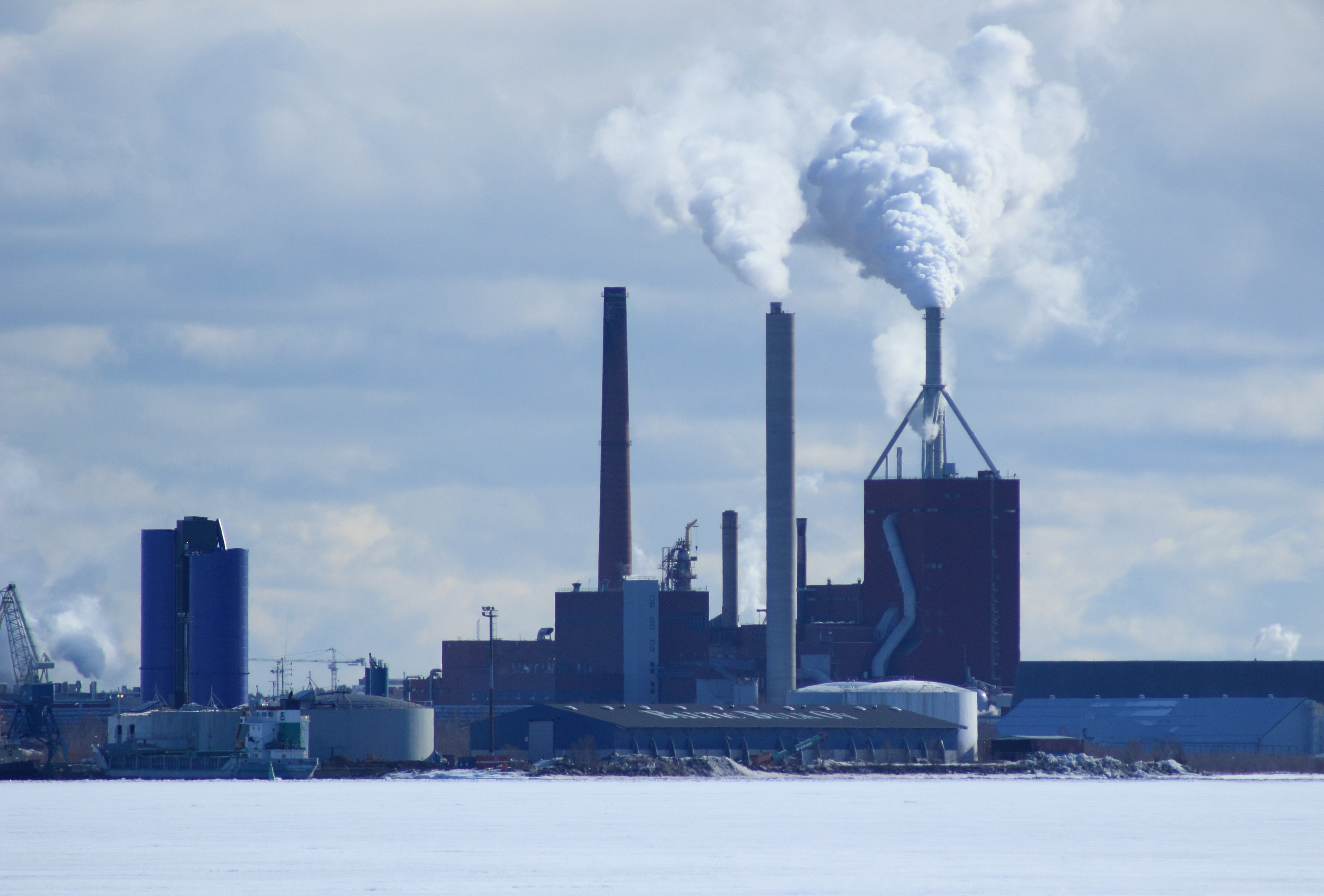
Port de Vihreäsaari et papeterie de Stora Enso vus de Varjakka à Oulunsalo.
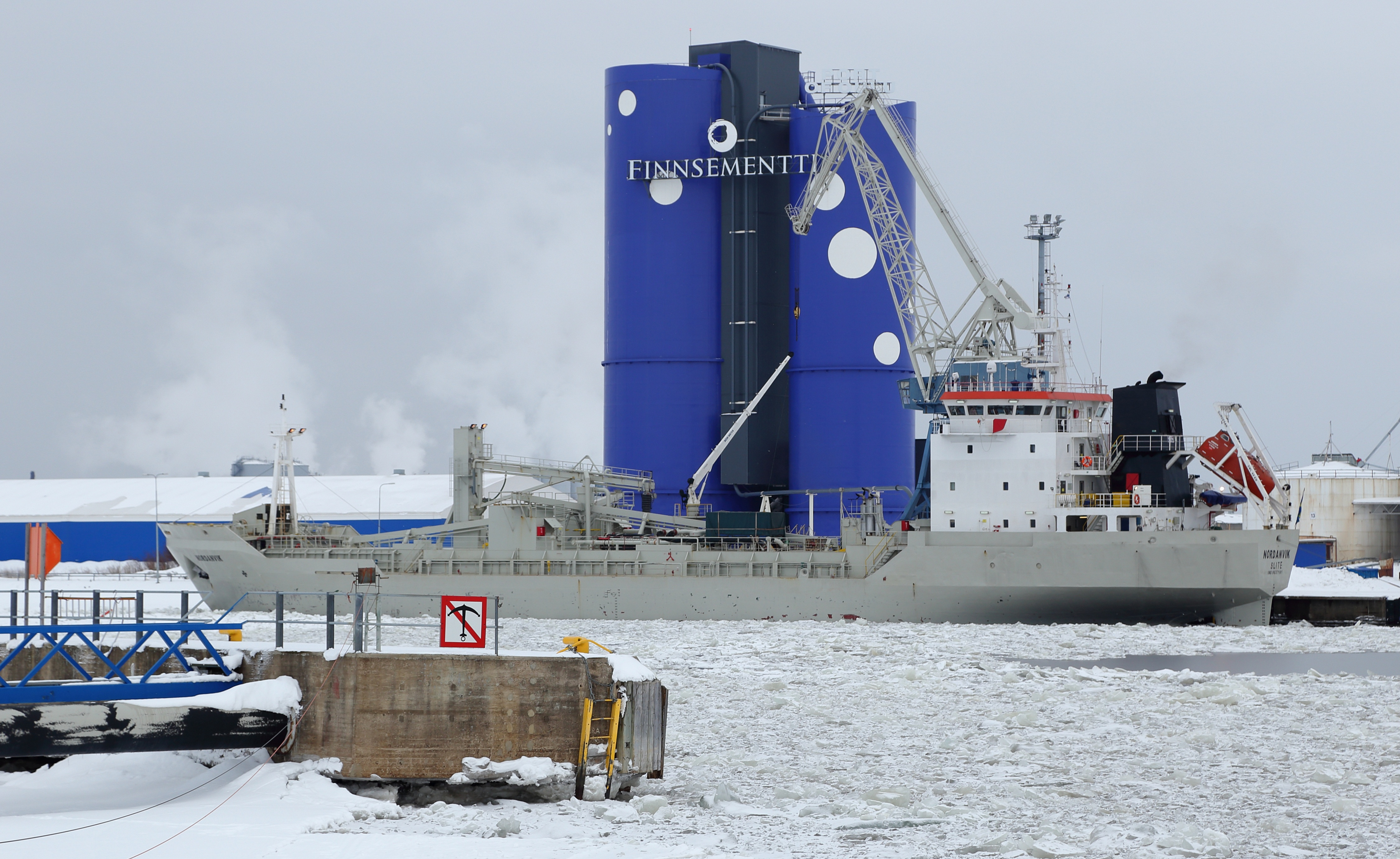
Le Nordanvik au port de Vihreäsaari.